# Jason Biggs
Pour les articles homonymes, voir Biggs.
 (juillet 2020).
Le contenu est difficilement compréhensible vu les erreurs de traduction, qui sont peut-être dues à l'utilisation d'un logiciel de traduction automatique.
Jason Biggs, né le 12 mai 1978 à Hasbrouck Heights, dans le New Jersey, est un acteur américain. Il est surtout connu pour son rôle de Jim Levenstein dans la saga American Pie, ainsi que pour son interprétation de Larry Bloom dans la série Orange Is the New Black.

## Biographie
Jason Biggs est né de parents Italo-Américains de confession catholique. Biggs a grandi à Hasbrouck Heights. Il faisait ses études à Hasbrouck Heights High School. Il est marié avec l'actrice Jenny Mollen depuis 2008. Leur premier fils, Sid, est né le 15 fevrier 2014. Ils ont eu leur deuxième fils, Lazlo Biggs, le 2 octobre 2017.

## Carrière
Sa première apparition à la télévision était dans les séries Drexell's Class de FOX en 1991. La carte de la Screen Actors Guild lui a été décernée pour sa participation dans le spot TV de Pathmark en 1991. Biggs a remarqué plus tard dans une interview pour TV Guide : "Je me souviens que j’ai dû manger un beignet pendant le tournage. Encore et encore. C’était magnifique! ".
À l’âge de douze ans, il a joué dans The Fotis Sevastakis Story, un film unique et exceptionnel de HBO, mais à cause des problèmes de licence, il n’a jamais été diffusé. La même année, Biggs est apparu pour la première fois sur Broadway dans Conversations with My Father avec Judd Hirsch.
Puis il est apparu dans As the World Turns, un daytime soap-opéra. Il a été nommé pour le Daytime Emmy Award, catégorie Meilleur jeune acteur pour ce rôle.
Durant une courte période au cours de l'année 1996-1997, Biggs a étudié à l'Université de New York, mais il retourne rapidement à sa carrière d’acteur.
En 1999, il gagne en notoriété en jouant le rôle de Jim Levenstein dans la saga American Pie, qui a connu le succès mondial avec trois suites (avec Biggs) et quatre spin-offs (sans Biggs). 
Puis il a eu le rôle principal dans plusieurs films comme Loser (2000). Il apparaît dans le clip Teenage Dirtbag du groupe Wheatus, morceau extrait de la bande originale du film Loser.
En 2011, Jason tient le rôle principal de Ben Parr dans la série télévisée américaine Mad Love aux côtés de Sarah Chalke.
En août 2012, il rejoint le casting d'Orange Is the New Black ou il joue le rôle de Larry, le fiancé de Piper Chapman dans les deux premières saisons de la série. Il y refait des apparitions dans les saisons 5 et 7. 
Biggs a joué plusieurs fois des personnages juifs comme dans les films American Pie, Saving Silverman, Anything Else ou la série Orange is the New Black, bien qu’il ne soit pas juif.

## Filmographie

### Cinéma

#### Films

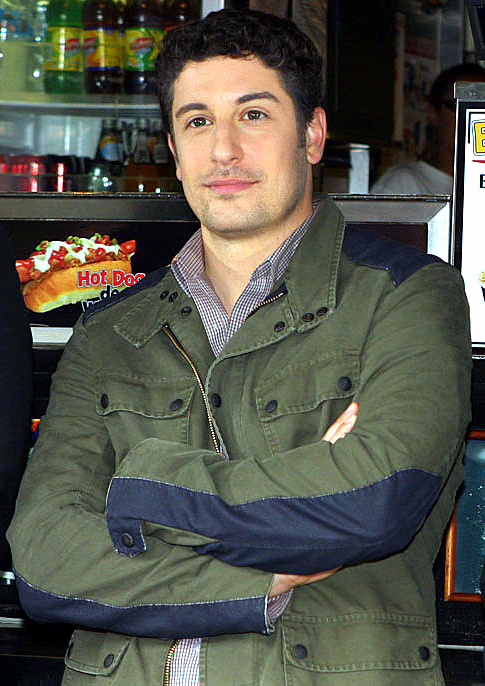
Jason Biggs à la première du film American Pie 4 à Sydney en 2012.

- 1991 : The Boy Who Cried Bitch (en) de Juan José Campanella : Robert
- 1997 : Camp Stories (en) d'Herbert Beigel : Abby
- 1999 : American Pie de Paul et Chris Weitz : Jim Levenstein
- 2000 : Boys and Girls de Robert Iscove : Hunter / Steve
- 2000 : Loser de Amy Heckerling : Paul Tannek
- 2001 : Diablesse (Saving Silverman) de Dennis Dugan : Darren Silverman
- 2001 : American Pie 2 de J. B. Rogers (en) : Jim Levenstein
- 2001 : Jay et Bob contre-attaquent de Kevin Smith : lui-même (non crédité)
- 2001 : Prozac Nation d'Erik Skjoldbjærg : Rafe
- 2003 : American Pie 3 : Marions-les ! (American Pie: The Wedding) de Jesse Dylan : Jim Levenstein
- 2003 : La Vie et tout le reste (Anything Else) de Woody Allen : Jerry Falk
- 2004 : Père et Fille (Jersey Girl) de Kevin Smith : Arthur Brickman
- 2005 : Guy X de Saul Metztein : Rudy Spruance
- 2006 : Farce of the Penguins : le pingouin insécurisé (film présenté sous forme de faux documentaire)
- 2006 : Antartica, prisonniers du froid (Eight Below) de Frank Marshall : Charlie Cooper
- 2006 : Mariage Express (The Pleasure of Your Company) de Michael Ian Black : Anderson (sorti directement en DVD en France)
- 2008 : Le Fantôme de mon ex-fiancée (Over Her Dead Body) de Jeff Lowell : Dan
- 2008 : La Copine de mon meilleur ami (My Best Friend's Girl) de Howard Deutch : Dustin
- 2008 : Desperate Teachers (Lower Learning) de Mark Lafferty : Tom Willoman (sorti directement en DVD en France)
- 2011 : Trois colocs et un bébé (Life Happens) de Kat Coiro (en) : Sergei (sorti directement en DVD en France)
- 2012 : American Pie 4 (American Reunion) de Jon Hurwitz et Hayden Schlossberg : Jim Levenstein
- 2012 : Grassroots de Stephen Gyllenhaal : Phil Campbell
- 2016 : Amateur Night de Lisa Addario et Joe Syracuse : Guy Carter (sorti directement en DVD en France)
- 2018 : Dear Dictator de Lisa Addario et Joe Syracuse : M. Spines
- 2019 : Jay and Silent Bob Reboot de Kevin Smith : lui-même
- 2023 : Bonjour l'esprit de Noël ! de Mary Lambert : Rob Sanders
- 2024 : The 4:30 Movie de Kevin Smith

#### Courts-métrages
- 1990 : Mike Mulligan and His Steamshovel de Michael Sporn : le petit garçon (court métrage d'animation - voix originale)
- 2007 : The Glitch de Michael Samonek : Alan
- 2010 : The Third Rule d'Aundre Johnson : Don

### Télévision

#### Téléfilms
- 2007 : I'm in Hell de Frank Coraci : Nick
- 2009 : Happiness Isn't Everything : Jason Hamburger
- 2010 : True Love : Henry

#### Séries télévisées
- 1991-1992 : Drexell's Class : Willie Trancas (14 épisodes)
- 1994-1995 : As the World Turns : Pete Wendall
- 1997 : Total Security : Robbie Rosenfeld (7 épisodes)
- 2002 : Sexe et Dépendances : Rick Steve (saison 1, épisode 17)
- 2004 : Frasier : Dr Hauck (saison 11, épisode 24)
- 2005 : Will et Grace : Bébé Glenn (saison 8, épisode 5)
- 2011 : Mad Love : Ben Parr (13 épisodes)
- 2012 : The Good Wife : Dylan Stack (saison 3, épisode 13 et saison 4, épisode 20)
- 2012-présent : Les Tortues Ninja (Teenage Mutant Ninja Turtles) : Leonardo (série télévisée d'animation - voix originale)
- 2013 - 2019 : Orange Is the New Black : Larry Bloom (30 épisodes)
- 2014 : Deadbeat : Reed Kelly (saison 1, épisode 5)
- 2017 : The Good Fight : Dylan Stack (saison 1, épisode 10)
- 2022 : New York, unité spéciale : détective Andy Parlato-Goldstein (saison 23, épisodes 10 et 15)

## Voix francophones
En version française, Cédric Dumond est la voix régulière de Jason Biggs depuis American Pie en 1999. Emmanuel Garijo et Damien Boisseau l'ont également doublé à deux reprises chacun.
Au Québec, Olivier Visentin est la voix québécoise régulière de l'acteur.